# Ösjön (Rumskulla socken, Småland)
Ösjön är en sjö i Vimmerby kommun i Småland och ingår i Motala ströms huvudavrinningsområde. Sjön är 8,8 meter djup, har en yta på 0,189 kvadratkilometer och befinner sig 131,3 meter över havet. Sjön avvattnas av vattendraget Stångån. Vid provfiske har bland annat abborre, gädda, löja och mört fångats i sjön.

## Delavrinningsområde
Ösjön ingår i det delavrinningsområde (640221-148599) som SMHI kallar för Ovan Grytgölsbäcken. Medelhöjden är 189 meter över havet och ytan är 38,57 kvadratkilometer. Räknas de 8 avrinningsområdena uppströms in blir den ackumulerade arean 177,45 kvadratkilometer. Stångån som avvattnar avrinningsområdet har biflödesordning 2, vilket innebär att vattnet flödar genom totalt 2 vattendrag innan det når havet efter 239 kilometer. Avrinningsområdet består mestadels av skog (91 %). Avrinningsområdet har 0,57 kvadratkilometer vattenytor vilket ger det en sjöprocent på 1,5 %.

## Fisk
Vid provfiske har följande fisk fångats i sjön:
- Abborre
- Gädda
- Löja
- Mört
- Sarv
- Sutare